# Полаби (племе)
Полаби су били средњовјековно западнословенско племе, које се налазило у саставу племенског савеза Бодрића. Полаби су населили земљу дуж десне обале доњег тока Лабе сјеверноисточно од Хамбурга, јужно од ријеке Траве. Западно од тог подручја налазило се подручје насељено Германима, сјеверно од њих се налазило племе Вагри, источно племена Бодрићи и Глињани, а на југоистоку од ријеке Лабе племе Древани. Сва ова племена, укључујући Полабе, била су у саставу племенског савеза Бодрићи. Племе Полаби се први пут спомиње у хроници Адама од Бремена из 11. вијека.
Средиште Полаба био је Ратибор (данашњи Рацебург), а сада је овај град једно од сједишта округа у њемачкој савезној држави Шлезвиг-Холштајн. Главно божанство Полаба била је Жива, а мјеста вршења вјерских обреда био је свети гај.
У 12. и 13. вијеку Полабе су покорили Германи, прихватили су хришћанство, а територије на западу (као и подручје насељено Варгима) ушле су у састав Грофовије Холнштајн, а територије на истоку у састав Војводства Мекленбург. Кроз неколико вијека Германи су потпуно асимилирали Полабе.